# Faucon gerfaut
Falco rusticolus
Pour les articles homonymes, voir Gerfaut et Le Gerfaut.
Espèce
Répartition géographique
- Habitat permanent
- Zone de nidification
- Habitat d'hiver

Statut CITES
Statut de conservation UICN

 LC  : Préoccupation mineure
Le Faucon gerfaut ou Gerfaut (Falco rusticolus) est une espèce de rapaces de la famille des falconidae, qui vit dans les régions les plus septentrionales de l'hémisphère nord en Eurasie et en Amérique. Il fréquente notamment les zones rocheuses et montagneuses au-delà de la limite des arbres, et plus minoritairement les falaises côtières et les toundras plates. Son envergure atteint 1,35 m pour une longueur de 51 à 56 cm et son poids varie généralement entre 1 et 1,6 kg : c'est le plus grand et le plus lourd de tous les faucons.

## Dénomination
Le Faucon gerfaut a été décrit dès 1758 par Carl von Linné sous son nom actuel Falco rusticolus. Une synonymie existe : Falco gyrfalco (Linnaeus, 1758).
Le nom vernaculaire de cette espèce proviendrait du français gerfaucon (gyrofalco en latin médiéval) ; le préfixe ger- serait issu du vieux haut allemand gîr signifiant "vautour", en référence à sa taille imposante par rapport à celle des autres faucons, ou du latin gȳrus signifiant "cercle" ce qui ferait écho au comportement de l'espèce, plus encline à cercler pour chasser ses proies que les autres faucons.

## Identification

### Formes de plumage
Il existe trois grands types de plumages chez le Faucon gerfaut (on parle de formes, de morphes ou de phases):
- La forme grise est la plus commune et est répartie dans l'ensemble de l'hémisphère nord ;
- La forme sombre (ou brune) est moins courante, et se rencontre surtout dans l'est canadien (extrême nord du Québec et Labrador). On la retrouve ainsi en plus grande proportion l'hiver dans le sud du Québec que dans le reste de l'Amérique du Nord.
- La forme claire (ou blanche) est la plus rare. Les individus présentant cette livrée sont généralement présents dans les régions les plus nordiques, notamment au Groenland.

Toutefois les trois grands morphes ne sont pas clairement définis, et il existe de nombreuses variations de plumage allant du blanc presque pur au gris ou au brun sombre. Ainsi, les individus les plus sombres sont parfois considérés comme appartenant à une quatrième forme (la forme noire), qui serait encore plus rare que la forme blanche. Dans tous les cas, le Faucon gerfaut est une espèce hautement polymorphe de par sa variété de plumages possibles.

### Risques de confusion
Peu d'espèces de rapaces partagent les milieux extrêmes auxquels le Faucon gerfaut est adapté, aussi bien en période de reproduction qu'en hivernage. Ainsi les espèces les plus proches, faisant partie du sous-genre Hierofalco (Faucon lanier, Faucon sacre et Faucon laggar) ne se rencontrent en aucun cas dans les mêmes régions que le Faucon gerfaut quelle que soit la période de l'année.
Les Faucons gerfauts les plus clairs peuvent éventuellement être confondus avec des Harfangs des neiges Bubo scandiacus bien que la structure de ces derniers soit très différente (queue plus courte, ailes plus arrondies, allure plus massive). Le Faucon émerillon Falco columbianus, qui peut partager les mêmes habitats que le Gerfaut bien qu'étant plus préférentiellement méridional, est quant à lui bien plus petit, plus allongé et plus fin.
Le Faucon pèlerin Falco peregrinus représente ainsi la plus grande source potentielle de confusion dans l'identification de cette espèce, notamment vis-à-vis des formes grise (adultes) et sombre (immatures). Le Faucon gerfaut se distingue toutefois du pèlerin par sa silhouette plus trapue (ailes et corps plus massifs), sa queue plus longue, ses marques moins intenses et contrastées au niveau de la tête et sa coloration plus uniforme. La partie inférieure de ses rémiges (moitié externe de l'aile) est aussi plus claire que les sous-alaires (moitié interne de l'aile), ce qui n'est pas le cas chez le Faucon pèlerin qui présente des parties inférieures uniformément striées.

## Alimentation
Le faucon gerfaut se nourrit d'oiseaux marins (mouettes...), de lagopèdes et de petits mammifères (campagnols, lemmings...).
Son régime alimentaire varie selon les endroits où il vit.

## Reproduction
Les facteurs abiotiques : Il vit soit dans le grand froid soit dans les endroits tempérés. Il boit peu d’eau, sauf lors de l’accouplement pendant lequel il boit beaucoup.
Les facteurs biotiques :
- intraspécifiques : le gerfaut vit en couple, les couples s’unissent pour la vie et restent fidèles à leur territoire ;
- interspécifiques : l’arbre : il s’installe souvent dans un ancien nid de buse.

Le cycle de vie :
Le faucon gerfaut niche vers l'âge de 2 ans.
La femelle pond 3-5 œufs en avril. Elle couve durant 35 jours environ et le mâle la ravitaille. À l'âge de 49-56 jours, les jeunes quittent le nid et restent avec leurs parents encore 1 mois avant de s'éloigner.

## Protection

### En France
Le faucon gerfaut bénéficie d'une protection totale sur le territoire français depuis l'arrêté ministériel du 17 avril 1981 relatif aux oiseaux protégés sur l'ensemble du territoire. Il est donc interdit de le détruire, le mutiler, le capturer ou l'enlever, de le perturber intentionnellement ou de le naturaliser, ainsi que de détruire ou enlever les œufs et les nids, et de détruire, altérer ou dégrader son milieu. Qu'il soit vivant ou mort, il est aussi interdit de le transporter, colporter, de l'utiliser, de le détenir, de le vendre ou de l'acheter.

## Galerie

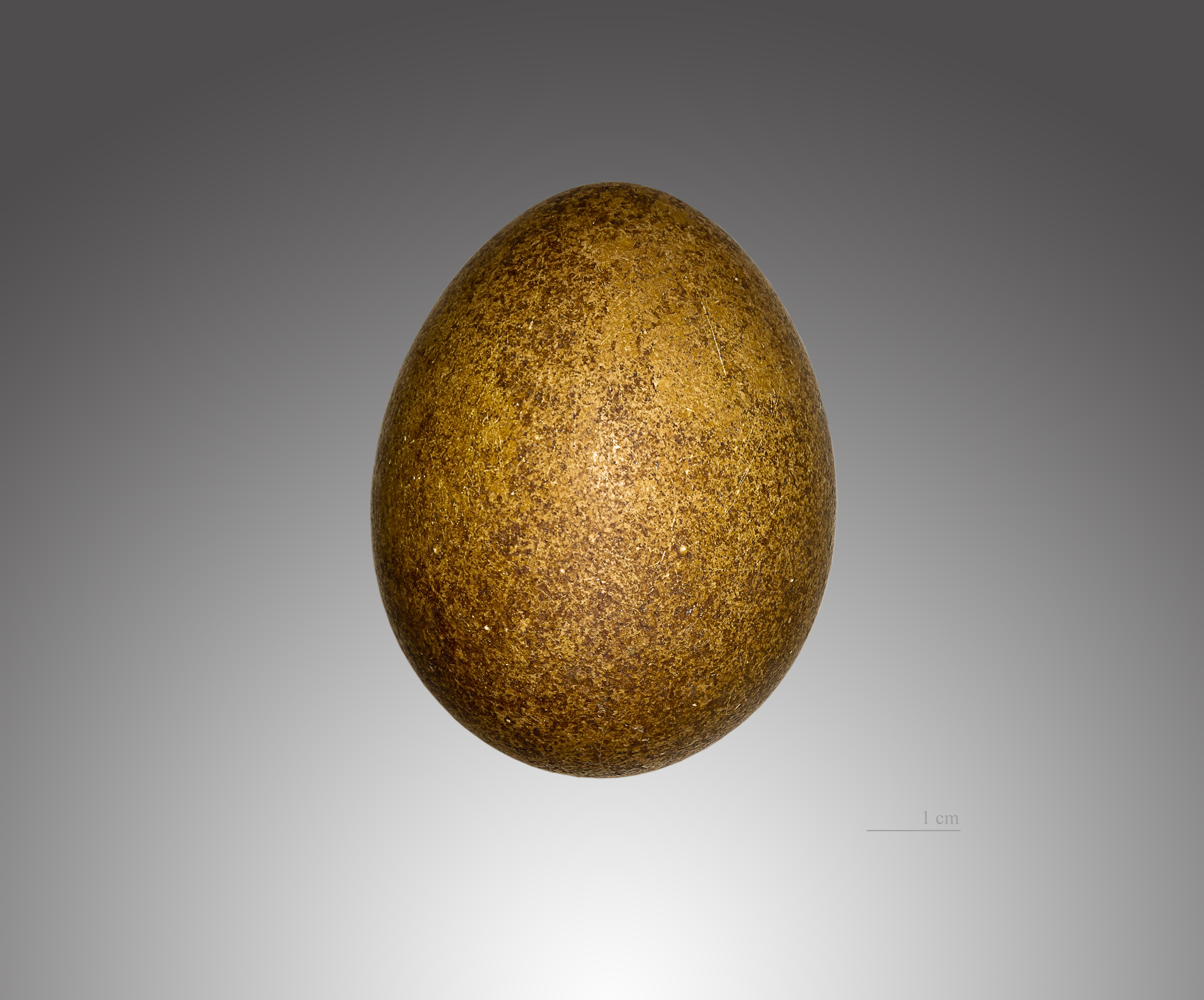
Œuf de Faucon gerfaut (Muséum de Toulouse).
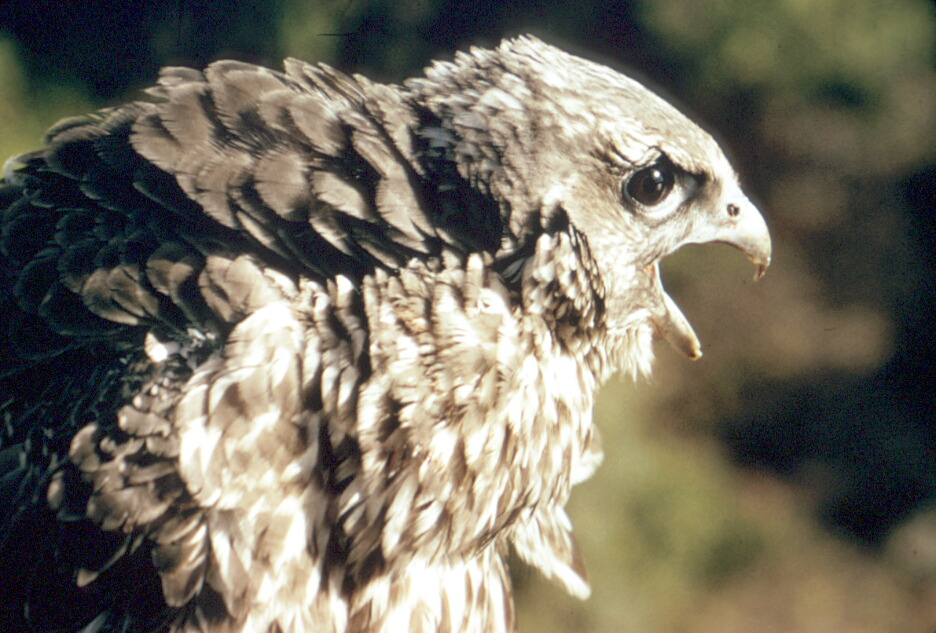
Poussin de Faucon gerfaut proche de l'envol.
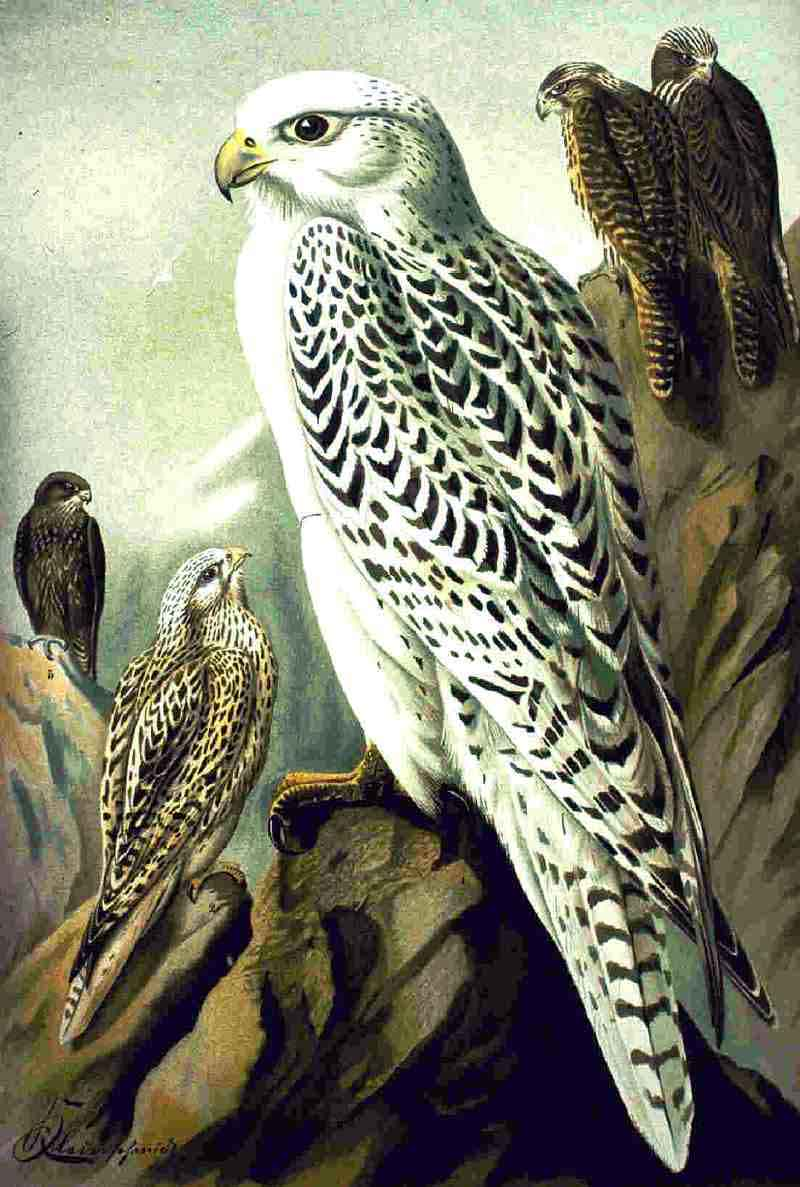
Dessin de Faucon gerfaut par Johann Friedrich Naumann (1905).